# Arabinóza
Arabinóza (arabinosa) je aldopentóza, tedy monosacharid, který patří mezi aldózy a pentózy.
Většina sacharidů se v přírodě vyskytuje převážně jako D-enantiomery, jelikož jsou syntetizovány z D-glyceraldehydu. U arabinózy je tomu naopak, L-arabinóza je běžnější než D-arabinóza a je součástí některých biopolymerů jako jsou hemicelulóza a pektin.
L-arabinózový operon (araBAD operon) je operon, který řídí katabolismus arabinózy u E. coli a je dynamicky aktivován přítomností arabinózy a nepřítomností glukózy.
Obvyklou metodou přípravy arabinózy z glukózy je Wohlova degradace.
| Izomery D-arabinózy | Izomery D-arabinózy |
| ------------------- | ------------------- |
| α-D-arabinofuranóza | β-D-arabinofuranóza |
| α-D-arabinopyranóza | β-D-arabinopyranóza |

## Původ názvu
Arabinóza byla pojmenována podle arabské gumy, z níž byla poprvé izolována.

## Použití

### Použití v biologii
V syntetické biologii se arabinóza používá k nevratnému nebo vratnému zahájení exprese proteinů u E. coli. Tento „spínač“ může být rušen přítomností glukózy nebo obrácen jejím přidáním do živné půdy.

### V potravinářství
Arabinóza byla původně používána jako sladidlo; funguje také jako inhibitor sacharázy, enzymu, který v tenkém střevě rozkládá sacharózu na glukózu a fruktózu. Tento účinek byl pozorován u hlodavců i u lidí. Pomocí arabinózy lze tedy snížit glykemický index potravin. Dlouhodobý vliv požívání arabinózy na parametry jako jsou HbA1c a koncentrace glukózy v krvi nejsou známé. Potraviny a jídla s obsahem arabinózy jsou často vytvářena speciálně pro diabetiky. Tato jídla jsou obzvlášť oblíbená v Číně a Japonsku, kde je arabinóza legální přídatnou látkou.
Arabinóza má potenciálně prebiotické účinky, jelikož není absorbována ve střevech a může být využita probiotiky jako jsou bifidobakterie.